# Zwolle (Louisiana)
Zwolle is een dorp (town) in de staat Louisiana in de Verenigde Staten van Amerika, genoemd naar de stad Zwolle in de Nederlandse provincie Overijssel.

## Geschiedenis
Zwolle is op 12 juni 1898 officieel geregistreerd na haar ontstaan door de aanleg van een spoorlijn door The Kansas City Southern Railway Company. De oprichter van dat bedrijf, Jan de Goeijen, kwam uit Zwolle. De plaatsen die langs deze spoorlijn zijn ontstaan, zijn grotendeels vernoemd naar plaatsen in waar Jan de Goeijen een connectie mee had.
In Zwolle zijn meerdere plekken en bezienswaardigheden die Nederlandse namen dragen. Maar ook een aantal stukken met verwijzingen naar 'The Queen'. Dit komt omdat de Amerikanen de achternaam van de Goeijen niet konden uitspreken en op een uitspraak terecht kwamen die klonk als 'The Queen'.

## Volkstelling 2020 (census)
Volgens de telling (census) van 2020 heeft Zwolle 1638 inwoners en beslaat het een oppervlakte van 9,5 km, waarvan bijna 12% water.
De 1638 inwoners vormen 607 huishoudens.
7,2% van alle inwoners is militair veteraan in Zwolle. 36,5% van alle inwoners in Zwolle leeft in armoede.

## Plaatsen in de nabije omgeving
De onderstaande figuur toont nabijgelegen plaatsen in een straal van 24 km rond Zwolle.

## Bekende  Zwollenaren
- Michael Cutright, voormalig basketballer van de Denver Nuggets.[4]